# Heliotropium tenellum
Heliotropium tenellum är en strävbladig växtart som först beskrevs av Thomas Nuttall, och fick sitt nu gällande namn av John Torrey. Heliotropium tenellum ingår i Heliotropsläktet som ingår i familjen strävbladiga växter. Inga underarter finns listade i Catalogue of Life.

## Bildgalleri

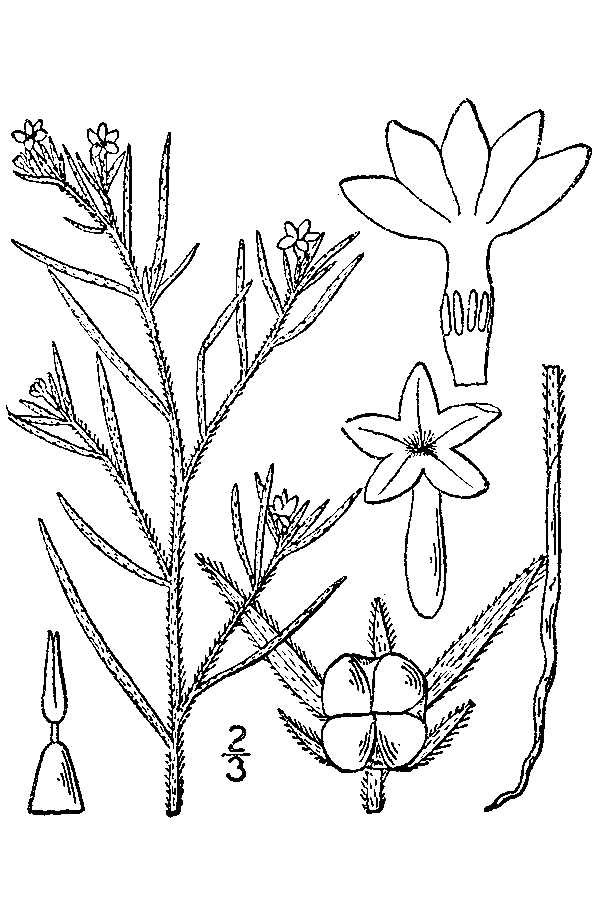